# Enclisis ruficeps
Enclisis ruficeps là một loài tò vò trong họ Ichneumonidae.